# Верхи (Луцький район)
Верхи́ — село в Україні, у Луцькому районі Волинської області. Входить до складу Торчинської селищної громади. Населення становить 143 особи.

## Історія
У 1906 році колонія Старі Верхи Торчинської волості Луцького повіту Волинської губернії. Відстань від повітового міста 25 верст, від волості 6. Дворів 16, мешканців 116.
До 5 січня 2018 року село підпорядковувалось Веселівській сільській раді Луцького району Волинської області.

## Населення
Згідно з переписом УРСР 1989 року чисельність наявного населення села становила 158 осіб, з яких 79 чоловіків та 79 жінок.
За переписом населення України 2001 року в селі мешкало 139 осіб. 100 % населення вказало своєю рідною мовою українську мову.